# تیم ملی فوتسال موزامبیک
تیم ملی فوتسال موزامبیک نماینده موزامبیک در مسابقات بین‌المللی فوتسال و یکی از تیم‌های فوتسال آفریقایی است.